# Châtillon-sur-Lison
Pour les articles homonymes, voir Châtillon.
Châtillon-sur-Lison est une ancienne commune française située dans le département du Doubs, en région Bourgogne-Franche-Comté.
Depuis le 1er janvier 2022, elle a fusionné avec Cussey-sur-Lison pour former la commune nouvelle de Cussey-sur-Lison.

## Géographie

### Hydrographie
La commune est bordée à l'est, du sud vers le nord, d'abord par le Lison puis par la Loue après leur confluence.

### Hameaux
Ce petit village est divisé en trois hameaux : les Forges de Chatillon situées au bord de la Loue, Les Fermes de Chatillon et le Château qui se trouve sur une petite colline.

Avec une population de 9 habitants, Châtillon-sur-Lison est la commune la moins peuplée du département.

## Urbanisme

### Typologie
Châtillon-sur-Lison est une commune rurale, car elle fait partie des communes peu ou très peu denses, au sens de la grille communale de densité de l'Insee,,,.
Par ailleurs la commune fait partie de l'aire d'attraction de Besançon, dont elle est une commune de la couronne. Cette aire, qui regroupe 312 communes, est catégorisée dans les aires de 200 000 à moins de 700 000 habitants,.

### Occupation des sols
L'occupation des sols de la commune, telle qu'elle ressort de la base de données européenne d’occupation biophysique des sols Corine Land Cover (CLC), est marquée par l'importance des forêts et milieux semi-naturels (57,6 % en 2018), en augmentation par rapport à 1990 (55,8 %). La répartition détaillée en 2018 est la suivante : 
forêts (57,6 %), zones agricoles hétérogènes (25,8 %), prairies (16,6 %). L'évolution de l’occupation des sols de la commune et de ses infrastructures peut être observée sur les différentes représentations cartographiques du territoire : la carte de Cassini (XVIIIe siècle), la carte d'état-major (1820-1866) et les cartes ou photos aériennes de l'IGN pour la période actuelle (1950 à aujourd'hui).

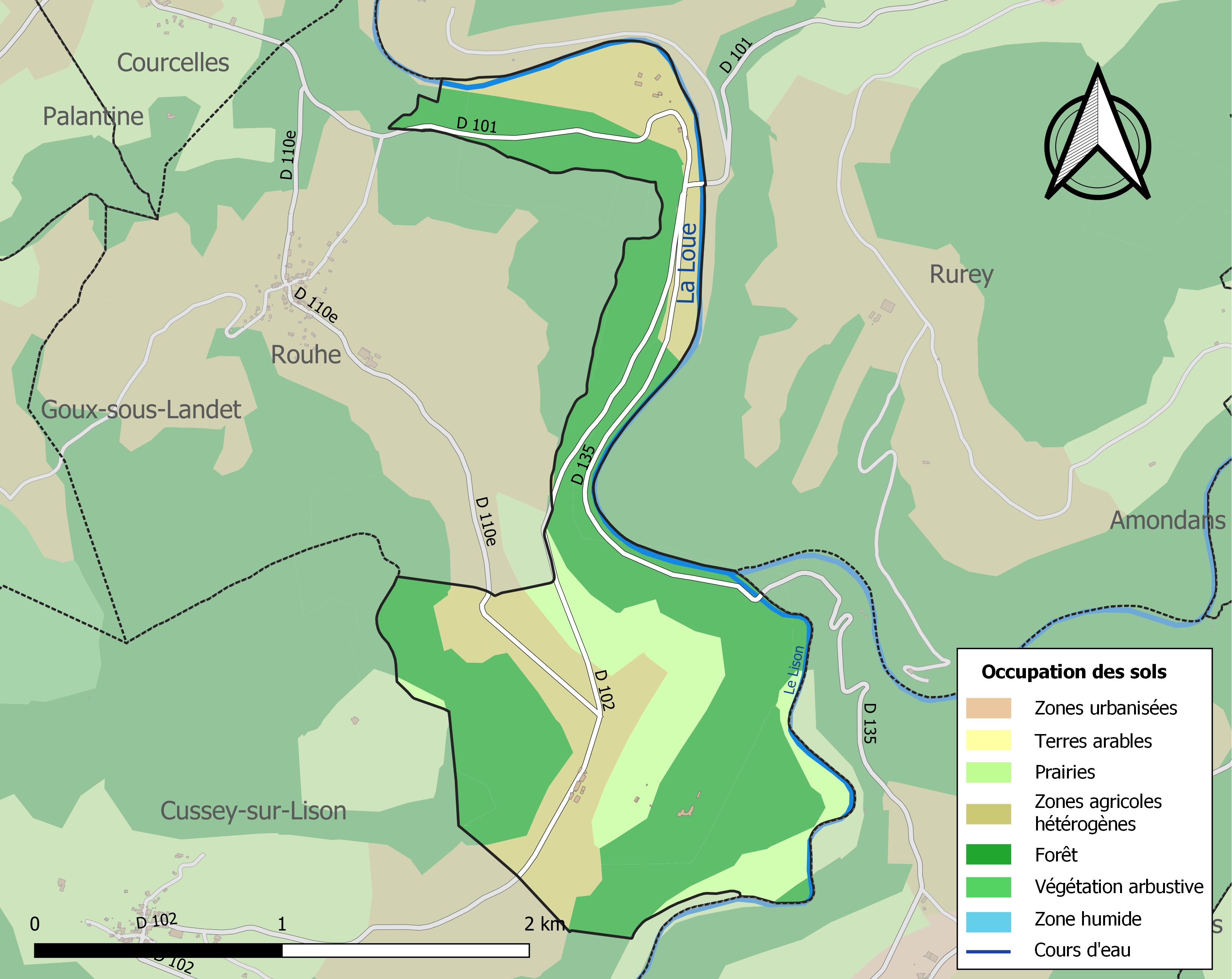
Carte des infrastructures et de l'occupation des sols de la commune en 2018 (CLC).

## Toponymie
Châtillon serait un dérivé, sans doute mérovingien, du bas latin castellum, diminutif de castrum, accompagné du suffixe -ionem. Castrum désigne d’abord tous les types de forteresse, depuis le simple donjon jusqu’à l’enceinte urbaine, puis se spécialise dans le sens de « château fort » et se réduit ensuite à celui de « grande maison de plaisance ».

## Histoire
Cette maison tirait son nom d'un château proche du Lison dans le bailliage de Quingey.
Le plus ancien membre connu est Hugues de Châtillon, chevalier. Il se faisait religieux à l'abbaye de Cluny au cours du XIIe siècle. À cette occasion, il donnait à l'abbaye tout l'alleu qu'il possédait au château de Clairveaux avec le consentement de sa femme Poncette et de son fils Vaucher. Ce dernier était cité dans un accord fait entre le comte Raymond de Bourgogne et Gaucher II de Salins. Ogier de Châtillon assistait à la fondation de l'abbaye Notre-Dame de Billon en 1128. Narduin de Châtillon était présent, vers 1134, à une donation faite à l'abbaye des trois rois. Son fils Guillaume de Châtillon, chevalier, enrichissait l'abbaye de Billon par ses dons. Un autre Guillaume était du nombre des otages que le comte Jean Ier de Chalon donnait en 1224 aux citoyens de Besançon pour garantir un traité. Une charte de 1235 porte le sceau de Guillaume de Châtillon le représentant à cheval, tenant une épée nue de la main droite et la main gauche présentant son écu chargé d'un lion. En 1254, Pierre de Châtillon reprenait le fief du comte de Bourgogne. Jean de Châtillon épousait, vers 1280 Agnès de Chaussin, ils eurent Gérard de Châtillon. Robert de Châtillon, chevalier, était gardien du comté de Bourgogne vers la fin du XIIIe siècle et connétable au début du XIVe siècle. Pierre de Châtillon, chevalier, seigneur de Châtillion-sur-Lison, eut Jacques de Châtillon nommé dans un acte du prieuré de Lanthenans en 1345 et Guye de Châtillon, femme de Willemin dit Chassigney, damoiseau, faisait hommage de la maison forte de Châtillon en 1303 et des fiefs qui en relevaient à Vautier de Montbéliard, seigneur de Vuillafans. Jean de Châtillon, écuyer, recevait en 1319 de Simon de vaudrey, chevalier, des terres à charge pour lui de les tenir en fief. Thierry de Châtillon, chevalier, déclarait en 1341, qu'il se devait de recevoir les gens d'armes du comte de Bourgogne dans son château de Châtillon.
Au XIVe siècle, le château de Châtillon-sur-Lison passait dans la maison de Montagu. Celle-ci était entrée au XIIIe siècle dans une branche de la maison de Vaugrenans. Simon de Vaugrenans, chevalier, prenait en 1280 le titre de seigneur de Châtillon. Il était le père de Richard de Vaugrenans, damoiseau, qui quittait le nom de Vaugrenans pour prendre celui de Châtillon.
Châtillon passa ensuite à la famille de Poligny.
Au 1er janvier 2022, une commune nouvelle est créée par un arrêté préfectoral du 14 décembre 2021, par la fusion des communes de Cussey-sur-Lison et Châtillon-sur-Lison, sous le régime juridique des communes nouvelles. Cussey-sur-Lison est le chef-lieu de la commune nouvelle.

## Politique et administration
| Période                                  | Période                      | Identité                                                    | Étiquette | Qualité    |
| ---------------------------------------- | ---------------------------- | ----------------------------------------------------------- | --------- | ---------- |
| Les données manquantes sont à compléter. |                              |                                                             |           |            |
| 1806                                     | 1814                         | Nicolas Gauthier                                            |           |            |
| mars 2008                                | En cours (au 5 juillet 2020) | Françoise Leblanc-Vichard , Réélue pour le mandat 2020-2026 | DVD       | Architecte |

## Démographie
L'évolution du nombre d'habitants est connue à travers les recensements de la population effectués dans la commune depuis 1793. Pour les communes de moins de 10 000 habitants, une enquête de recensement portant sur toute la population est réalisée tous les cinq ans, les populations de référence des années intermédiaires étant quant à elles estimées par interpolation ou extrapolation. Pour la commune, le premier recensement exhaustif entrant dans le cadre du nouveau dispositif a été réalisé en 2004.

En 2018, la commune comptait 8 habitants, en évolution de −27,27 % par rapport à 2012 (Doubs : +1,88 %, France hors Mayotte : +2,11 %).
| 1793 | 1800 | 1806 | 1821 | 1831 | 1836 | 1841 | 1846 | 1851 |
| ---- | ---- | ---- | ---- | ---- | ---- | ---- | ---- | ---- |
| 23   | 273  | 304  | 250  | 358  | 309  | 259  | 154  | 183  |

| 1856 | 1861 | 1866 | 1872 | 1876 | 1881 | 1886 | 1891 | 1896 |
| ---- | ---- | ---- | ---- | ---- | ---- | ---- | ---- | ---- |
| 178  | 192  | 179  | 128  | 105  | 56   | 54   | 58   | 51   |

| 1901 | 1906 | 1911 | 1921 | 1926 | 1931 | 1936 | 1946 | 1954 |
| ---- | ---- | ---- | ---- | ---- | ---- | ---- | ---- | ---- |
| 40   | 44   | 27   | 48   | 20   | 37   | 32   | 24   | 26   |

| 1962 | 1968 | 1975 | 1982 | 1990 | 1999 | 2004 | 2006 | 2009 |
| ---- | ---- | ---- | ---- | ---- | ---- | ---- | ---- | ---- |
| 35   | 38   | 18   | 15   | 15   | 16   | 15   | 15   | 13   |

| 2014 | 2018 | - | - | - | - | - | - | - |
| ---- | ---- | - | - | - | - | - | - | - |
| 10   | 8    | - | - | - | - | - | - | - |

## Culture locale et patrimoine

### Lieux et monuments
- Le château de Châtillon-sur-Lison du XIIIe siècle est inscrit aux monuments historiques depuis 2002.
- Les anciennes Forges[16], fondées en 1677 dans une boucle de la Loue (voir photo ci-dessous) et arrêtées en 1876, désormais reconverties en usine hydroélectrique depuis 1920.
- Le pont sur la Loue : joli pont en pierre à cinq arches situé juste en amont des Forges offrant une belle vue sur les falaises de Rurey grâce au miroir créé par le barrage.
- La confluence Loue-Lison.

Début 2017, la commune est « réputée sans clochers ».
La commune a la particularité de ne pas avoir d'église.

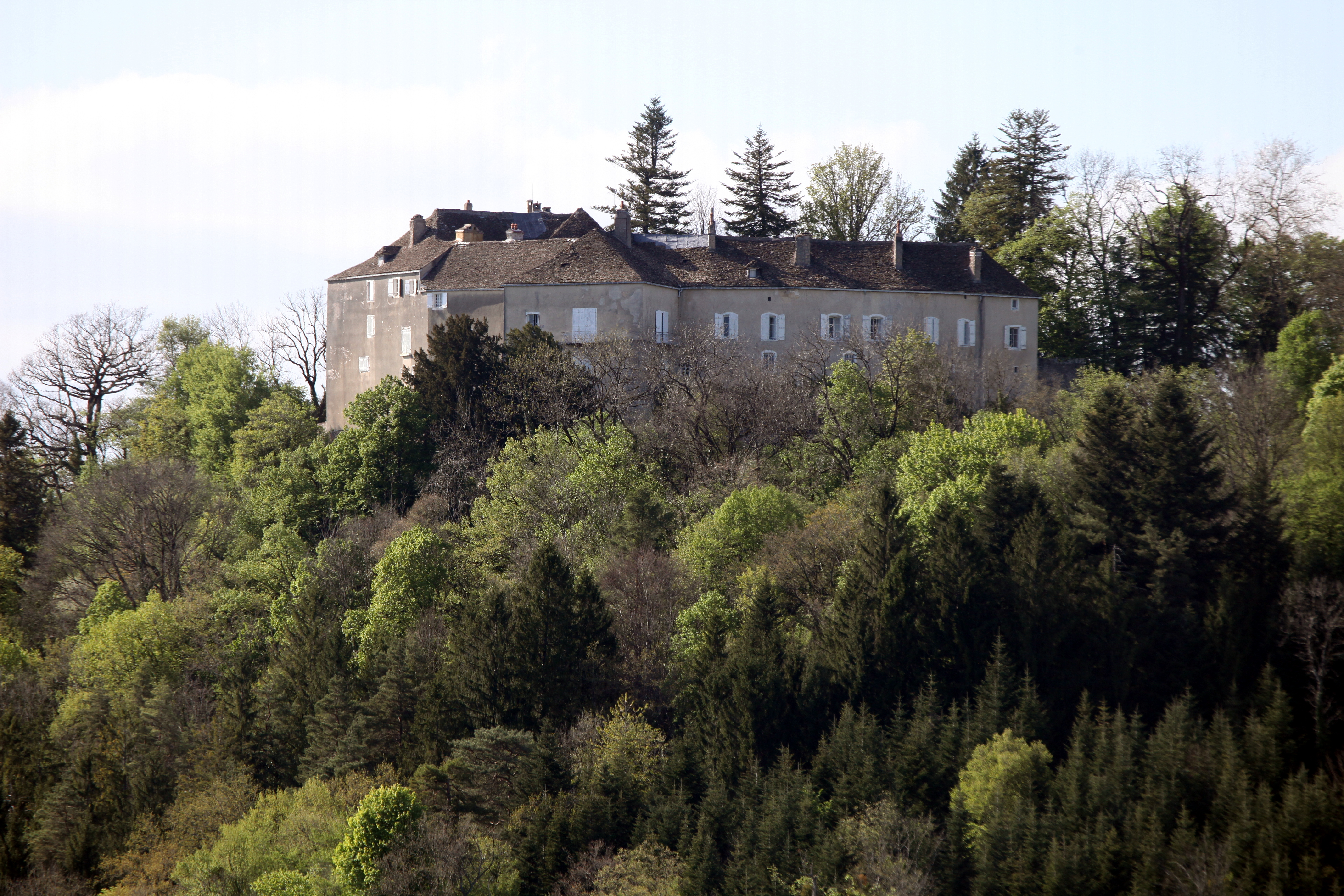
Château.
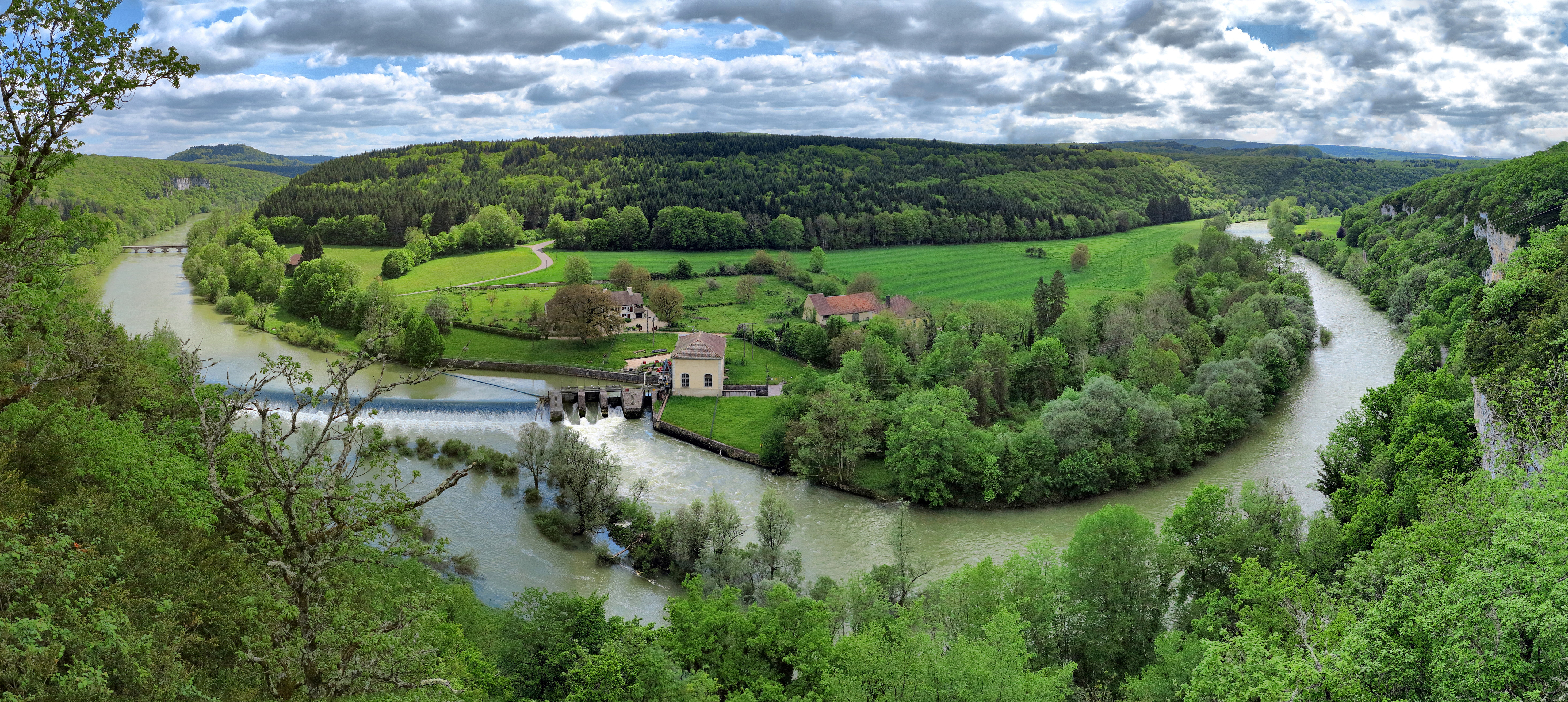
Les anciennes forges dans la boucle de la Loue.
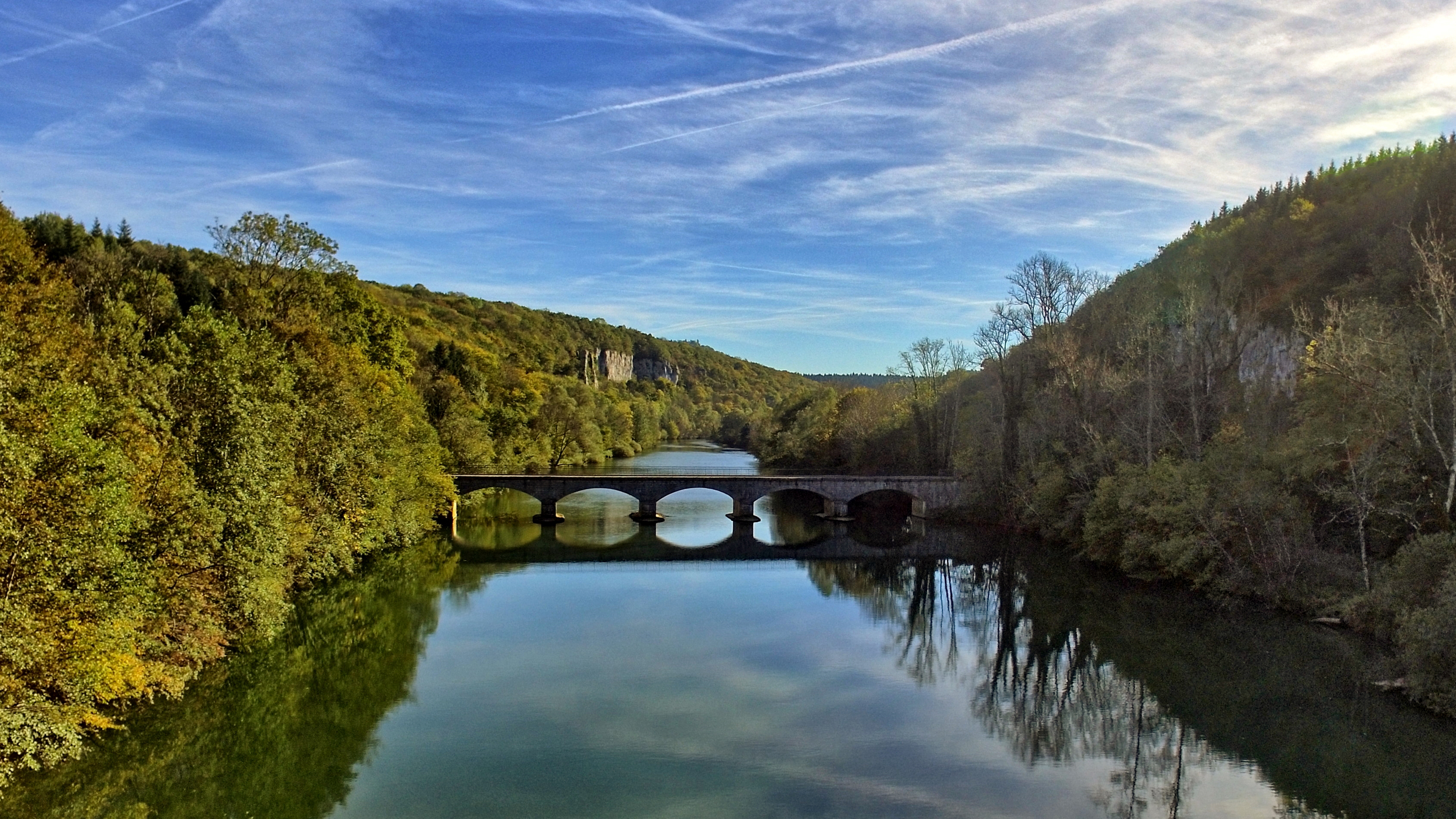
Le pont sur la Loue.
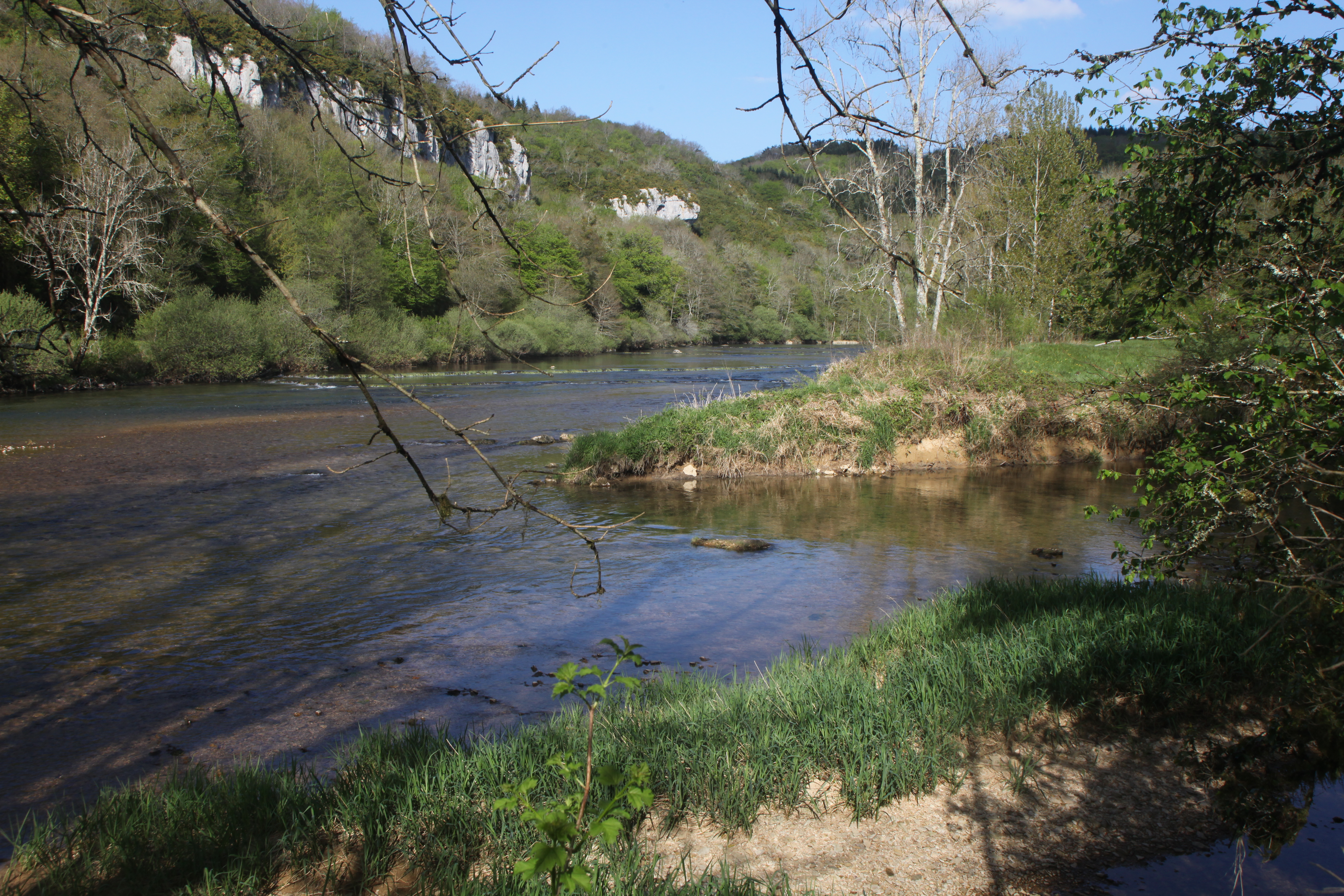
Confluence de la Loue et du Lison.
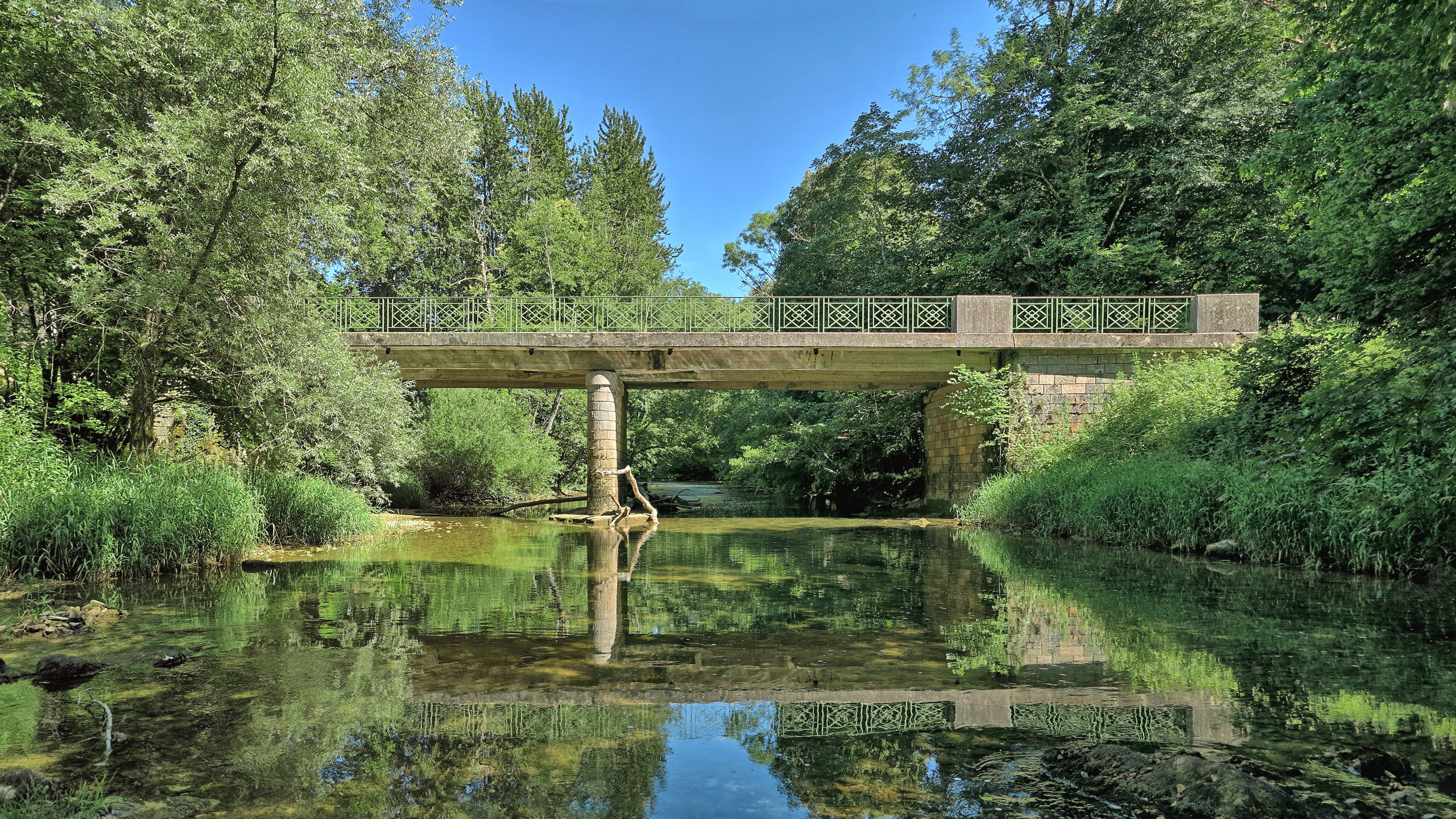
Le pont sur le Lison.